# Hesperocharis nera
Espèce
Hesperocharis nera est un insecte lépidoptère de la famille des Pieridae, de la sous-famille des Pierinae et du genre Hesperocharis.

## Taxonomie
Hesperocharis nera a été décrit par William Chapman Hewitson en 1852 sous le nom de Pieris nera.

### Noms vernaculaires
Hesperocharis nera se nomme Nera white en anglais.

### Sous-espèces
- Hesperocharis nera nera
- Hesperocharis nera aida Fruhstorfer, 1908; en Bolivie et au Pérou.
- Hesperocharis nera amazonica Fruhstorfer, 1907; en Équateur et au Pérou.
- Hesperocharis nera lamonti Kaye, 1920; à Trinité-et-Tobago
- Hesperocharis nera nereis C. & R. Felder, 1865; en Colombie
- Hesperocharis nera nerida Zikán, 1940; au Brésil
- Hesperocharis nera nymphaea Möschler, 1876; au Surinam, en Guyane, au Brésil[1].

## Description
Hesperocharis nera est un papillon de couleur blanche à jaune suivant les sous-espèces avec aux ailes antérieures l'apex marron et les ailes postérieures bordées de marron. Le revers est identique avec les ailes postérieures suffusées de jaune et les veines marquées de marron chez certaines sous-espèces.

## Biologie

### Période de vol
Il vole toute l'année.

## Écologie et distribution
Hesperocharis nera est présent dans tout le nord de l'Amérique du Sud, en Équateur, à Trinité, en  Colombie, au Surinam, en Guyane, en Bolivie, au Brésil et au Pérou.

### Protection
Pas de statut de protection particulier.